# Richard Petiot
Richard Allan Petiot (* 20. August 1982 in Daysland, Alberta) ist ein ehemaliger kanadischer Eishockeyspieler und derzeitiger -trainer, der im Verlauf seiner aktiven Karriere zwischen 2001 und 2013 unter anderem 15 Spiele für die Los Angeles Kings, Tampa Bay Lightning und Edmonton Oilers in der National Hockey League (NHL) auf der Position des Verteidigers bestritten hat. Den Großteil seiner aktiven Laufbahn, die von zahlreichen Verletzungen geprägt war, verbrachte Petiot jedoch in der American Hockey League (AHL), wo er 357 weitere Partien für insgesamt sechs verschiedene Franchises absolvierte.

## Karriere
Petiot verbrachte den Beginn seiner Juniorenkarriere in der Saison 2000/01 zunächst in seiner Heimatprovinz Alberta, wo er in der Alberta Junior Hockey League (AJHL) für die Camrose Kodiaks spielte. Der Verteidiger absolvierte dort eine herausragende Saison, die ihm – neben Berufungen ins All-Rookie Team und Second All-Star Team der South Division – den Gewinn des Doubles, bestehend aus dem Rogers Wireless Cup der AJHL und dem Royal Bank Cup der gesamten Canadian Junior Hockey League (CJHL), einbrachte. In der Folge wurde der 19-Jährige im NHL Entry Draft 2001 in der vierten Runde an 116. Stelle von den Los Angeles Kings aus der National Hockey League (NHL) ausgewählt. Bevor er jedoch in den Profibereich wechselte, entschloss sich der Kanadier ein Studium am Colorado College zu beginnen. Parallel dazu lief er die folgenden vier Spielzeiten für die Universitätsmannschaft in der Western Collegiate Hockey Association (WCHA), einer Division im Spielbetrieb der National Collegiate Athletic Association (NCAA), auf. Dort bestritt er in dem vierjährigen Zeitraum insgesamt 141 Partien und sammelte dabei 33 Scorerpunkte.
Im Sommer 2005 unterzeichnete Petiot schließlich einen Profivertrag in der Organisation der Los Angeles Kings. Der Abwehrspieler verbrachte die Saison 2005/06 aber im Farmteam der LA Kings, den Manchester Monarchs aus der American Hockey League (AHL). Darüber hinaus kam er zweimal für die Kings selbst in der NHL zum Einsatz. Nachdem er sich im Rookie-Trainingslager in der Vorbereitung auf die Spielzeit 2006/07 eine Knieverletzung zugezogen hatte, kehrte er erst gegen Ende des Spieljahres in den Kader der Monarchs zurück und absolvierte deshalb lediglich 15 Saisonspiele. In der darauffolgenden Spielzeit kam er auf 40 Einsätze für die Manchester Monarchs und erhielt darüber hinaus keinen neuen Vertrag. Der Defensivspieler schloss sich daraufhin im Juli 2008 als Free Agent den Toronto Maple Leafs an, kam dort aber über einen Platz beim AHL-Kooperationspartner Toronto Marlies nicht hinaus. Im März 2009 wurde Petiot schließlich in einem Transfer im Tausch für Olaf Kölzig, Jamie Heward, Andy Rogers und einem Viertrunden-Wahlrecht im NHL Entry Draft 2009 an die finanziell in Schieflage geratenen Tampa Bay Lightning abgegeben. Bei den Lightning war er bis zum Ende der Saison 2008/09 Stammspieler und wurde elfmal eingesetzt.
Da die Lightning ebenfalls kein Interesse an einer Weiterverpflichtung hatten, wechselte Petiot im Sommer 2009 erneut als Free Agent ins Franchise der Chicago Blackhawks, wo er aber ausschließlich beim AHL-Farmteam Rockford IceHogs eingesetzt wurde. Ähnlich verlief es in der Saison 2010/11, als er sich den Edmonton Oilers angeschlossen hatte, und mit der Ausnahme von zwei NHL-Einsätzen für die Oilers ausschließlich für die Oklahoma City Barons in der AHL gespielt hatte. Im Juli 2011 kehrte der 28-Jährige in die Organisation der Tampa Bay Lightning zurück. Dort verletzte er sich zum Saisonstart in einer Partie für das Farmteam Norfolk Admirals abermals schwer am Knie, sodass er nur sechsmal für Norfolk auflief. Aufgrund der Schwere der Verletzung und anschließenden Operation kehrte Petiot erst im Januar 2013 in den Spielbetrieb zurück, als er einen Vertrag bei den St. John’s IceCaps aus der AHL unterzeichnete. Nachdem er für diese bis zum Ende der Spielzeit 2012/13 insgesamt 24 Partien absolviert hatte, beendete er im Sommer 2013 schließlich seine aktive Karriere. Nach einer mehrjährigen Pause kehrte Petiot im Sommer 2019 als Assistenztrainer seines Juniorenteams Camrose Kodiaks aus der AJHL ins Eishockeygeschäft zurück.

## Erfolge und Auszeichnungen
- 2001 Rogers-Wireless-Cup-Gewinn mit den Camrose Kodiaks
- 2001 AJHL All-Rookie Team
- 2001 AJHL South Second All-Star Team
- 2001 Royal-Bank-Cup-Gewinn mit den Camrose Kodiaks

## Karrierestatistik
(Legende zur Spielerstatistik: Sp oder GP = absolvierte Spiele; T oder G = erzielte Tore; V oder A = erzielte Assists; Pkt oder Pts = erzielte Scorerpunkte; SM oder PIM = erhaltene Strafminuten; +/− = Plus/Minus-Bilanz; PP = erzielte Überzahltore; SH = erzielte Unterzahltore; GW = erzielte Siegtore; 1 Play-downs/Relegation; Kursiv: Statistik nicht vollständig)